# Cantón de La Grave
El cantón de La Grave fue una división administrativa francesa, que estaba situada en el departamento de Altos Alpes y la región de Provenza-Alpes-Costa Azul.

## Composición
El cantón estaba formado por dos comunas:
- La Grave
- Villar-d'Arêne

## Supresión del cantón de La Grave
En aplicación del Decreto nº 2014-193 de 20 de febrero de 2014, el cantón de La Grave fue suprimido el 22 de marzo de 2015 y sus 2 comunas pasaron a formar parte del nuevo cantón de Brianzón-1.